# Thorius papaloae
Espèce
Statut de conservation UICN

 CR  : 
En danger critique
Thorius papaloae est une espèce d'urodèles de la famille des Plethodontidae.

## Répartition
Cette espèce est endémique de l'État d'Oaxaca au Mexique. Elle se rencontre de 2 500 à 2 850 m d'altitude dans la Sierra Juárez.

## Étymologie
Cette espèce est nommée en référence au lieu de sa découverte, Concepción Pápalo.

## Publication originale
- Hanken & Wake, 2001 : A seventh species of minute salamander (Thorius: Plethodontidae) from the Sierra de Juarez, Oaxaca, Mexico. Herpetologica, vol. 57, no 4, p. 515-523 (texte intégral).